# NGC 2100
NGC 2100 (również ESO 57-SC25) – jasna gromada otwarta znajdująca się w gwiazdozbiorze Złotej Ryby, w odległości około 170 000 lat świetlnych, w Wielkim Obłoku Magellana. Została odkryta 25 września 1826 roku przez Jamesa Dunlopa. Wiek gromady ocenia się na 15 milionów lat.
Gromada NGC 2100 jest otoczona przez gaz pochodzący z Mgławicy Tarantula. Znajduje się w pobliżu gromady R136, co powoduje, że często pozostaje niezauważona. Kolory widoczne w mgławicy, zależą od temperatury gwiazd je rozświetlających. Kolor czerwony na zdjęciu to barwa zjonizowanego wodoru, a kolor niebieski pochodzi od emisji tlenu. Znajdująca się poniżej NGC 2100 czerwona poświata wyznacza albo granicę oddziaływania gorących gwiazd R136, albo wskazuje, że dominującą siłą w tym rejonie są chłodniejsze i starsze gwiazdy, które są w stanie wzbudzić tylko wodór. Gwiazdy tworzące gromadę NGC 2100 są starsze i mniej energetyczne, co powoduje brak gazowej mgiełki powiązanej z gromadą.